# آرتزنهایم
آرتزنهایم (به فرانسوی: Artzenheim) یک کمون در فرانسه است که در canton of Andolsheim واقع شده‌است. آرتزنهایم ۹٫۶۹ کیلومتر مربع مساحت دارد ۱۸۳ متر بالاتر از سطح دریا واقع شده‌است.